# Мемориал жертвам Голодомора (Харьков)

Скульптурная композиция, посвященная памяти жертв Голодомора на Украине

Мемориальный комплекс жертвам Голодомора на Украине (укр. Меморіальний комплекс пам'яті жертв Голодомору в Україні); — мемориальный комплекс, расположенный возле транспортной развязки автомобильной дороги Харьков — Москва и окружной дороги города Харькова, посвящённый памяти умерших от массового голода в 1932—1933 годах.

## Причины сооружения Мемориального комплекса в Харькове

Мольба о спасении от голодной смерти

Украинский крестьянин, символически пытающийся защитить свою семью от голода

Президент Украины Виктор Ющенко в обращении к создателям Интернет-портала, посвящённого массовому голоду 1932—1933 годов в Харьковской области, заявил: «именно Харьков стал печально известной столицей репрессий и издевательства над крестьянами. Именно Харьковская область наиболее пострадала от Голодомора, когда с карты исчезали целые села, когда живые не успевали хоронить мертвых. Люди должны знать правду»..
Мемориальный комплекс в Харькове построен в целях восстановления исторической памяти о жертвах тоталитарного коммунистического режима и в память об украинских крестьянах, умерших от голода в Харьковской области.

## Описание Мемориального комплекса
Комплекс расположен на возвышенности, которая хорошо просматривается при движении по автомобильной дороге Харьков — Москва и по окружной дороге вокруг Харькова. Состоит из музея жертв Голодомора, скульптурной композиции и внешних информационных щитов с фотографиями жертв Голодомора и текстами секретных указов тогдашнего руководства СССР.
Центральным местом комплекса является скульптурная композиция высотой 6 метров, отлитая из бронзы и установленная на насыпном кургане высотой 10 метров. Скульптурная композиции символизирует украинскую семью — мужчину, женщину и двоих детей, мальчика и девочку. Мужчина и женщина стоят прижавшись спинами друг к другу, а по бокам к ним прижимаются испуганные дети. Мужчина смотрит на север (в сторону Москвы), сжав кулак и «символически пытаясь защитить семью от голодной смерти». Женщина, смотрящая в сторону Западной Украины, с мольбой воздела руки к небу, символически обращаясь к Богу о спасении семьи от голода. К ним с двух сторон прижимаются дети, со следами истощения на лицах.
Автор скульптурной композиции Ридный А. М. Стоимость работ по возведению только памятника составила 3,5 млн.грн. Деньги на него были собраны за счет благотворительных взносов. (недоступная ссылка)